# Arnar Freyr Frostason
 (août 2023).
Arnar Freyr Frostason, également connu sous le nom d'Arnar Úlfur (né le 29 février 1988), est un rappeur islandais. Il est surtout connu comme membre du duo hip-hop Úlfur Úlfur.

## Biographie
En 2009, il remporte le concours Músíktilraunir islandais avec le groupe Bróðir Svartúlfs, duquel fait partie Helgi Sæmundur Guðmundsson. L'année suivante, il forme le duo Úlfur Úlfur avec Helgi Sæmundur. En 2018, il publie l'album solo Hasarlífsstíll.

## Vie personnelle
En 2019, Arnar Freyr épouse la chanteuse et actrice islandaise Salka Sól Eyfeld. Ensemble, ils ont deux enfants,.